# Конні Гедеґорт
Конні Гедеґорт дан. Connie Hedegaard; нар. 15 вересня 1960, Гольбек, Данія) — данський та європейський політик, європейський комісар з питань клімату з 9 лютого 2010 року.

## Життєпис
Закінчила університет Копенгагена, де вивчала історію та літературу. В 1984 році була обрана до парламент Данії, але в 1990 році не зуміла переобратися. Працювала журналістом в газетах Berlingske Tidende, Politiken, в Данській телерадіокомпанії. 
У 2004 році була призначена міністром екології Данії, в 2005 році також зайняла пост міністра співробітництва північних держав (дан. Minister for nordisk samarbejde). В 2007 році була призначена міністром у справах клімату та енергетики. У новому складі Єврокомісії, затвердженої 9 лютого 2010 року, Хедегорд зайняла створену посаду комісара з питань клімату.
До 16 грудня 2009 року Хедегорд головувала на конференції ООН зі зміни клімату в Копенгагені.

## Публікації
- Connie Hedegaard, Claus Hagen Pedersen. Det 20. århundrede: de 100 mest betydningsfulde personer i Danmark, 1999
- Connie Hedegaard. Da klimaet blev hot, 2008

| політик | Це незавершена стаття про політичну діячку. Ви можете допомогти проєкту, виправивши або дописавши її. |